# Besa (demo)
Besa (in greco antico: Βῆσ(σ)α?, Bês(s)a) era un demo dell'Attica distante circa 300 stadi da Atene, situato nel distretto minerario del Laurio, dove si trovavano ventiquattro miniere, tra Anaflisto e Torico, probabilmente dove oggi si trova Kamarina. A sud confinava con Anfitrope, a nord con Torico, a sud con Sunio.
Dato che in ognuno di questi due demi era sita una fortezza, Senofonte consigliò di edificarne una anche nel punto più alto di Besa, identificabile con Vigla Rimbari.
Secondo Strabone il nome di questo demo era scritto con una "s", e ciò è confermato dalle iscrizioni: è attestata pure la variante con due sigma.
Besa era uno dei pochi demi in cui veniva svolta a livello locale un'assemblea separata da quella cittadina.